# Awilix

Awilix (/ äwiliʃ /) (également orthographié Auilix et Avilix) est une déesse (ou peut-être un dieu) du postclassique Maya quiché, qui possédait un grand royaume dans les hautes terres du Guatemala.
C'était la divinité protectrice de la noble lignée Nija'ib de la capitale Q'umarkaj, où s'élevait un grand temple. Awilix était une déesse Lune et une déesse de la nuit, bien que certaines études fassent référence à cette divinité comme étant masculine.

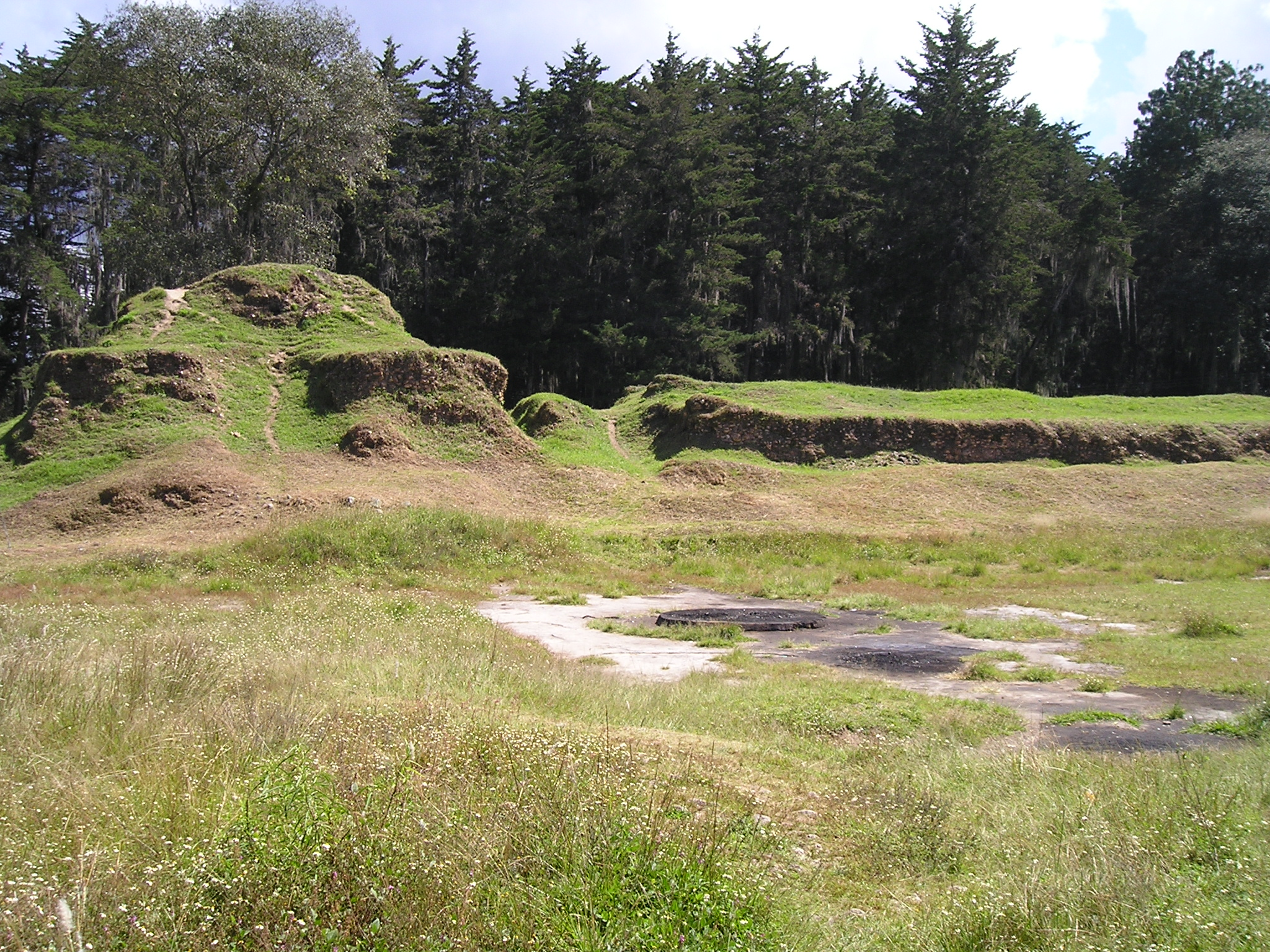
Les ruines du temple d'Awilix à Qʼumarkaj.

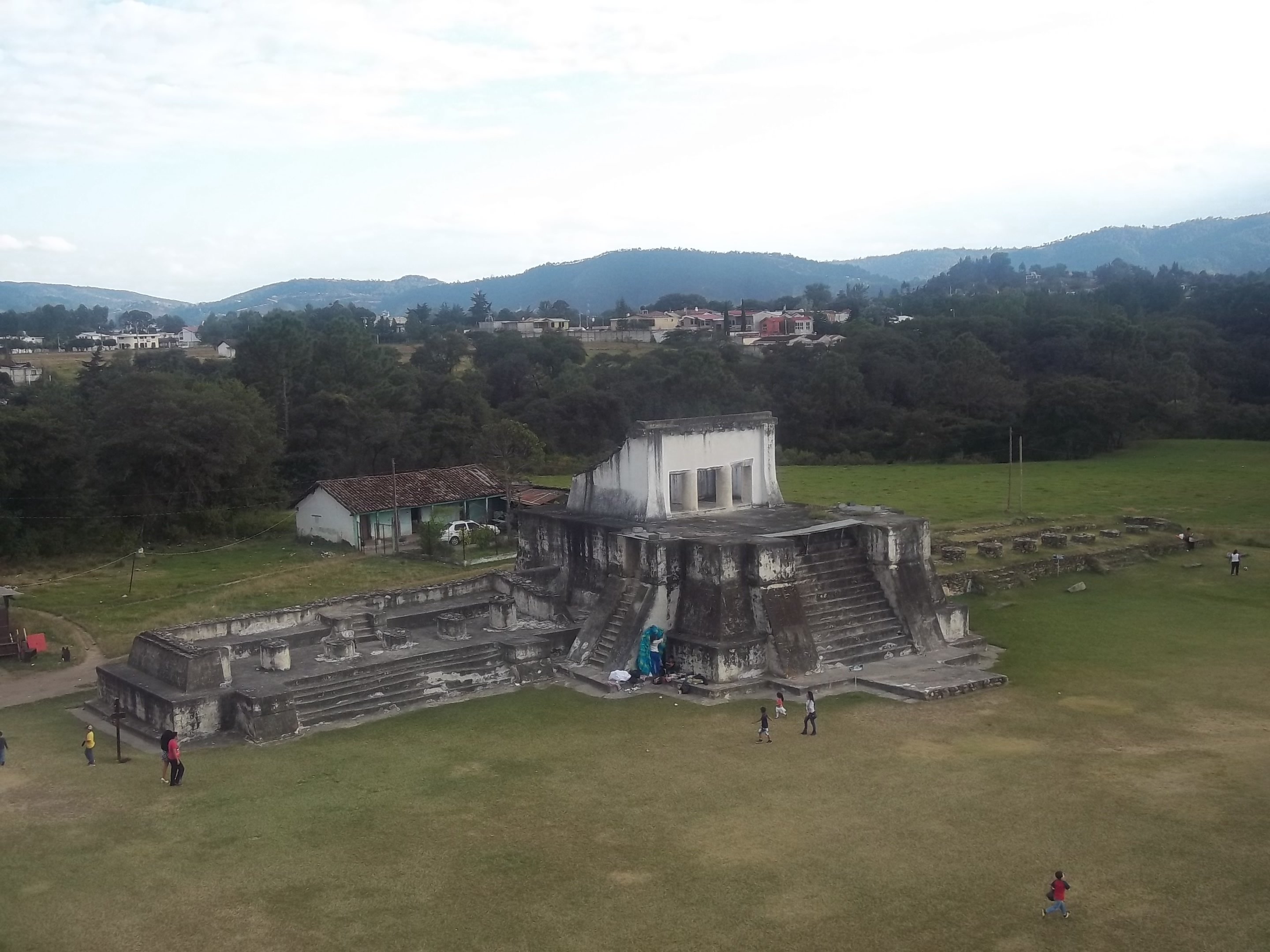
La structure 4 de Zaculeu était très similaire à celle du temple de Qʼumarkaj